# Goupillières (Yvelines)
Pour les articles homonymes, voir Goupillières.
Goupillières [ɡupijɛʁ]  est une commune française située dans le département des Yvelines, en région Île-de-France.

## Géographie

### Situation
La commune se situe au Sud du plateau du Mantois, sur un léger contrefort qui marque sa délimitation avec l'extrême Nord du massif forestier de Rambouillet.

### Communes limitrophes
| Hargeville              | Jumeauville  | Andelu             |
| Saint-Martin-des-Champs | Goupillières | Thoiry             |
| Flexanville             |              | Villiers-le-Mahieu |

### Transports et voies de communications

#### Réseau routier
La principale voie de communication routière est la route départementale 11 qui traverse le Sud-Ouest de la commune, menant à Septeuil vers l'Ouest et à Thoiry vers le Sud-Est.
La route départementale 119 qui lui est parallèle, à peine à un kilomètre plus au Nord permet de rejoindre, à Hargeville, près de l'église de Thoiry, au lieu-dit les Vignettes la route départementale 45 qui conduit à Maule vers le Nord-Est.

#### Desserte ferroviaire
Les gares ferroviaires les plus proches de la commune sont celles d'Orgerus - Béhoust à 8 km et Garancières - La Queue à 8,5 km, sur la ligne Paris Dreux.

#### Autobus
La commune est desservie par les lignes 31 et 45 du réseau de bus Centre et Sud Yvelines. La commune n'a pour l'instant pas recouvré sa desserte par (en attente d'arrêt Place-Bieuville/carrefour de Jumeauville) la ligne 78 du réseau de bus Île-de-France Ouest. Seule la branche scolaire du 78 la dessert; le 5234 (ancien 78S). Autrement, Goupillières bénéficie du service TaD de la zone 3 Houdan-Montfort. Le service fonctionne de 9h à 16h en semaine de 9h à 19h le samedi. Ce service permet de relier différentes gares et points d'intérêt de la Communauté de communes Cœur d'Yvelines .

### Climat
Pour des articles plus généraux, voir Climat de l'Île-de-France et Climat des Yvelines.
En 2010, le climat de la commune est de type climat océanique dégradé des plaines du Centre et du Nord, selon une étude du CNRS s'appuyant sur une série de données couvrant la période 1971-2000. En 2020, Météo-France publie une typologie des climats de la France métropolitaine dans laquelle la commune est exposée à un climat océanique et est dans la région climatique Sud-ouest du bassin Parisien, caractérisée par une faible pluviométrie, notamment au printemps (120 à 150 mm) et un hiver froid (3,5 °C).
Pour la période 1971-2000, la température annuelle moyenne est de 10,4 °C, avec une amplitude thermique annuelle de 14,6 °C. Le cumul annuel moyen de précipitations est de 685 mm, avec 10,7 jours de précipitations en janvier et 8,2 jours en juillet. Pour la période 1991-2020, la température moyenne annuelle observée sur la station météorologique la plus proche, située sur la commune de Maule à 7 km à vol d'oiseau, est de 11,8 °C et le cumul annuel moyen de précipitations est de 677,0 mm,. Pour l'avenir, les paramètres climatiques de la commune estimés pour 2050 selon différents scénarios d'émission de gaz à effet de serre sont consultables sur un site dédié publié par Météo-France en novembre 2022.

## Urbanisme

### Typologie
Au 1er janvier 2024, Goupillières est catégorisée bourg rural, selon la nouvelle grille communale de densité à sept niveaux définie par l'Insee en 2022.
Elle est située hors unité urbaine. Par ailleurs la commune fait partie de l'aire d'attraction de Paris, dont elle est une commune de la couronne,. Cette aire regroupe 1 929 communes,.

### Occupation des solssimplifiée
Le territoire de la commune se compose en 2017 de 87,87 % d'espaces agricoles, forestiers et naturels, 5,9 % d'espaces ouverts artificialisés et 6,23 % d'espaces construits artificialisés.

## Toponymie
Le nom de la localité est attesté sous les formes Goupillières au XIIIe siècle, Goupillerie  en 1351.
Le mot évoque l'ancien français goupil « renard », du bas-latin vulpiculus (c'est-à-dire du gallo-roman WULPICULU, avec une influence germanique sur la consonne initiale). Avec le suffixe de présence -aria. Le sens global de Goupillières est : « lieu où il y a des renards, lieu que les renards affectionnent ».

## Histoire

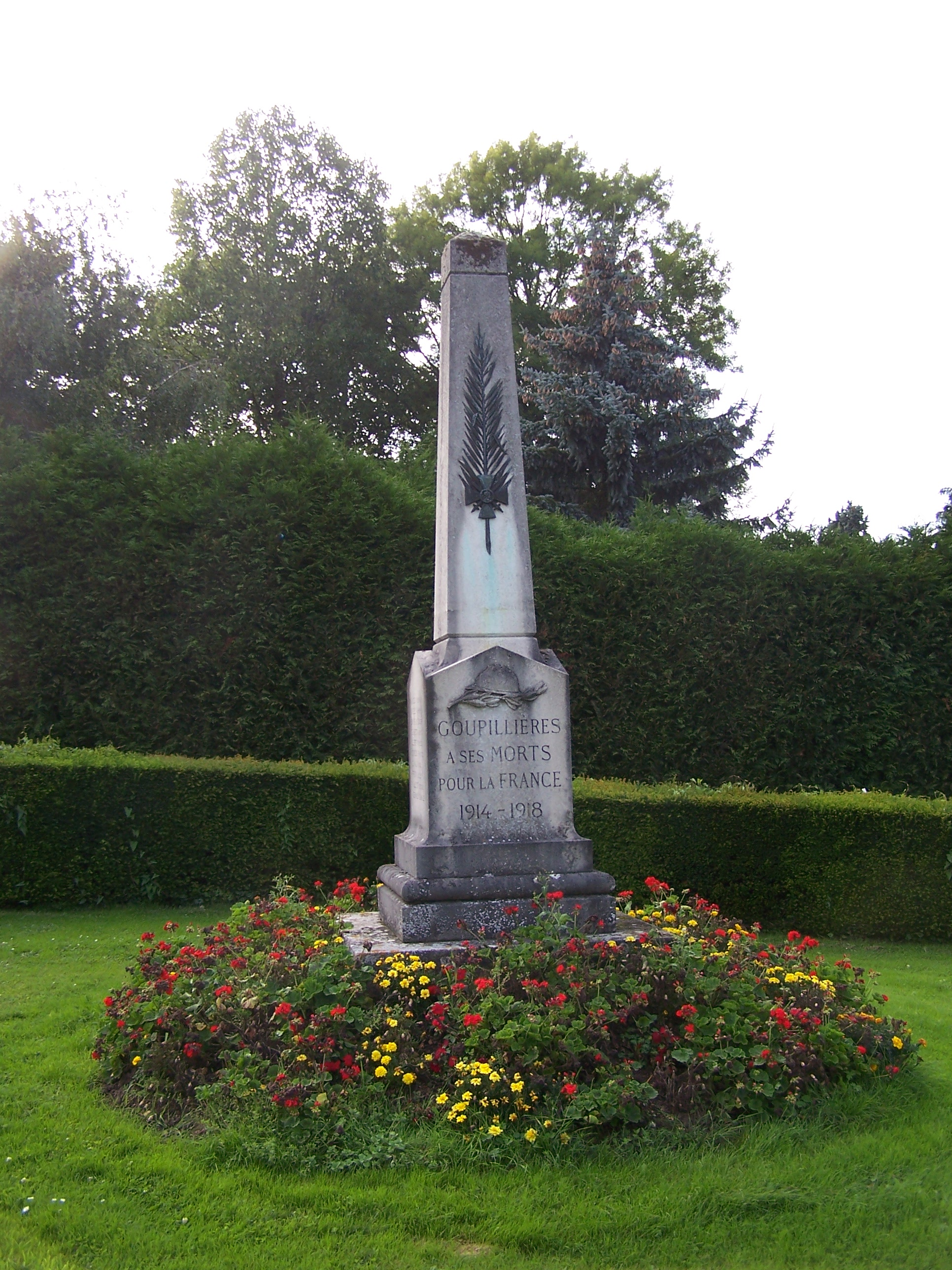
Le monument aux morts.

Certains documents font état, pour le XVe siècle, d'une seigneurie de Goupillières ayant successivement appartenu à la famille de Vitry, seigneurs de la Bretesche, puis à la famille de la Villeneuve, seigneurs de Noisy et Bailly, lesdites seigneuries se retrouvant réunies, vers le milieu du XVIe siècle, entre les mains de la famille de Pommereu pour être vendues en 1700 à Louis XIV.

## Politique et administration

### Liste des maires
| Période                                  | Période  | Identité        | Étiquette | Qualité |
| ---------------------------------------- | -------- | --------------- | --------- | ------- |
| Les données manquantes sont à compléter. |          |                 |           |         |
| 2001                                     | 2020     | Raymond Jean    |           |         |
| 2020                                     | En cours | Régine François |           |         |

## Population et société

### Démographie

#### Évolution démographique
L'évolution du nombre d'habitants est connue à travers les recensements de la population effectués dans la commune depuis 1793. Pour les communes de moins de 10 000 habitants, une enquête de recensement portant sur toute la population est réalisée tous les cinq ans, les populations de référence des années intermédiaires étant quant à elles estimées par interpolation ou extrapolation. Pour la commune, le premier recensement exhaustif entrant dans le cadre du nouveau dispositif a été réalisé en 2006.

En 2022, la commune comptait 568 habitants, en évolution de +10,94 % par rapport à 2016 (Yvelines : +2,72 %, France hors Mayotte : +2,11 %).
| 1793 | 1800 | 1806 | 1821 | 1831 | 1836 | 1841 | 1846 | 1851 |
| ---- | ---- | ---- | ---- | ---- | ---- | ---- | ---- | ---- |
| 348  | 358  | 371  | 319  | 367  | 377  | 368  | 372  | 379  |

| 1856 | 1861 | 1866 | 1872 | 1876 | 1881 | 1886 | 1891 | 1896 |
| ---- | ---- | ---- | ---- | ---- | ---- | ---- | ---- | ---- |
| 393  | 378  | 378  | 349  | 357  | 315  | 318  | 302  | 287  |

| 1901 | 1906 | 1911 | 1921 | 1926 | 1931 | 1936 | 1946 | 1954 |
| ---- | ---- | ---- | ---- | ---- | ---- | ---- | ---- | ---- |
| 284  | 277  | 280  | 237  | 252  | 235  | 227  | 183  | 169  |

| 1962 | 1968 | 1975 | 1982 | 1990 | 1999 | 2006 | 2011 | 2016 |
| ---- | ---- | ---- | ---- | ---- | ---- | ---- | ---- | ---- |
| 207  | 234  | 289  | 282  | 357  | 381  | 433  | 480  | 512  |

| 2021 | 2022 | - | - | - | - | - | - | - |
| ---- | ---- | - | - | - | - | - | - | - |
| 549  | 568  | - | - | - | - | - | - | - |

#### Pyramide des âges
En 2018, le taux de personnes d'un âge inférieur à 30 ans s'élève à 35,6 %, soit en dessous de la moyenne départementale (38,0 %). À l'inverse, le taux de personnes d'âge supérieur à 60 ans est de 22,3 % la même année, alors qu'il est de 21,7 % au niveau départemental.
En 2018, la commune comptait 272 hommes pour 240 femmes, soit un taux de 53,13 % d'hommes, largement supérieur au taux départemental (48,68 %).
Les pyramides des âges de la commune et du département s'établissent comme suit.
| Hommes | Classe d’âge | Femmes |
| ------ | ------------ | ------ |
| 0,4    | 90 ou +      | 0,4    |
| 6,6    | 75-89 ans    | 5,8    |
| 13,3   | 60-74 ans    | 18,3   |
| 26,6   | 45-59 ans    | 24,1   |
| 14,2   | 30-44 ans    | 19,5   |
| 16,8   | 15-29 ans    | 14,9   |
| 22,1   | 0-14 ans     | 17,0   |

| Hommes | Classe d’âge | Femmes |
| ------ | ------------ | ------ |
| 0,6    | 90 ou +      | 1,4    |
| 6      | 75-89 ans    | 7,8    |
| 13,5   | 60-74 ans    | 14,8   |
| 20,7   | 45-59 ans    | 20,1   |
| 19,6   | 30-44 ans    | 19,9   |
| 18,5   | 15-29 ans    | 16,8   |
| 21,2   | 0-14 ans     | 19,2   |

### Enseignement
La commune possède une école élémentaire publique.

## Économie

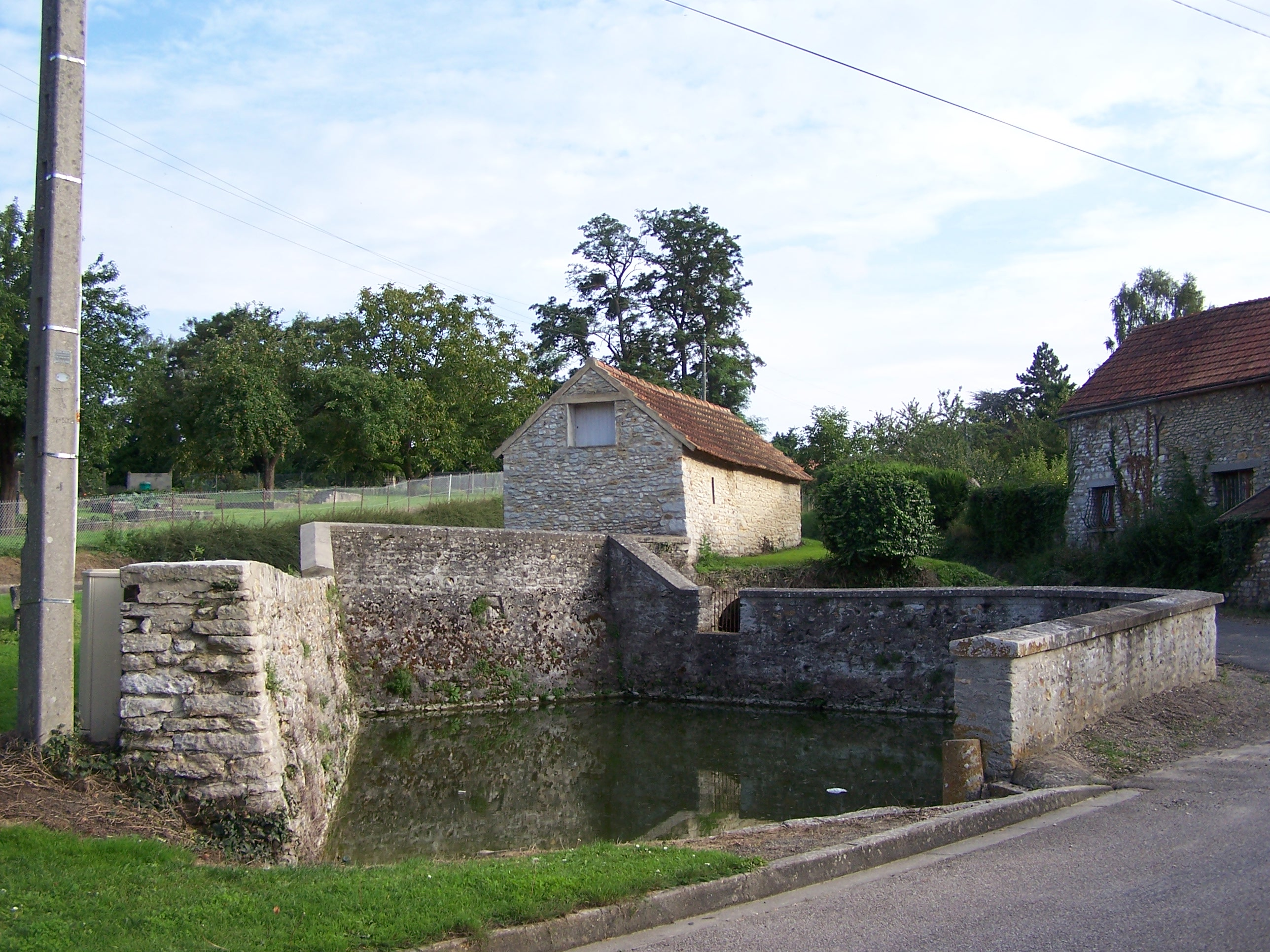
L'abreuvoir de la commune.

- Exploitations agricoles.

## Culture locale et patrimoine

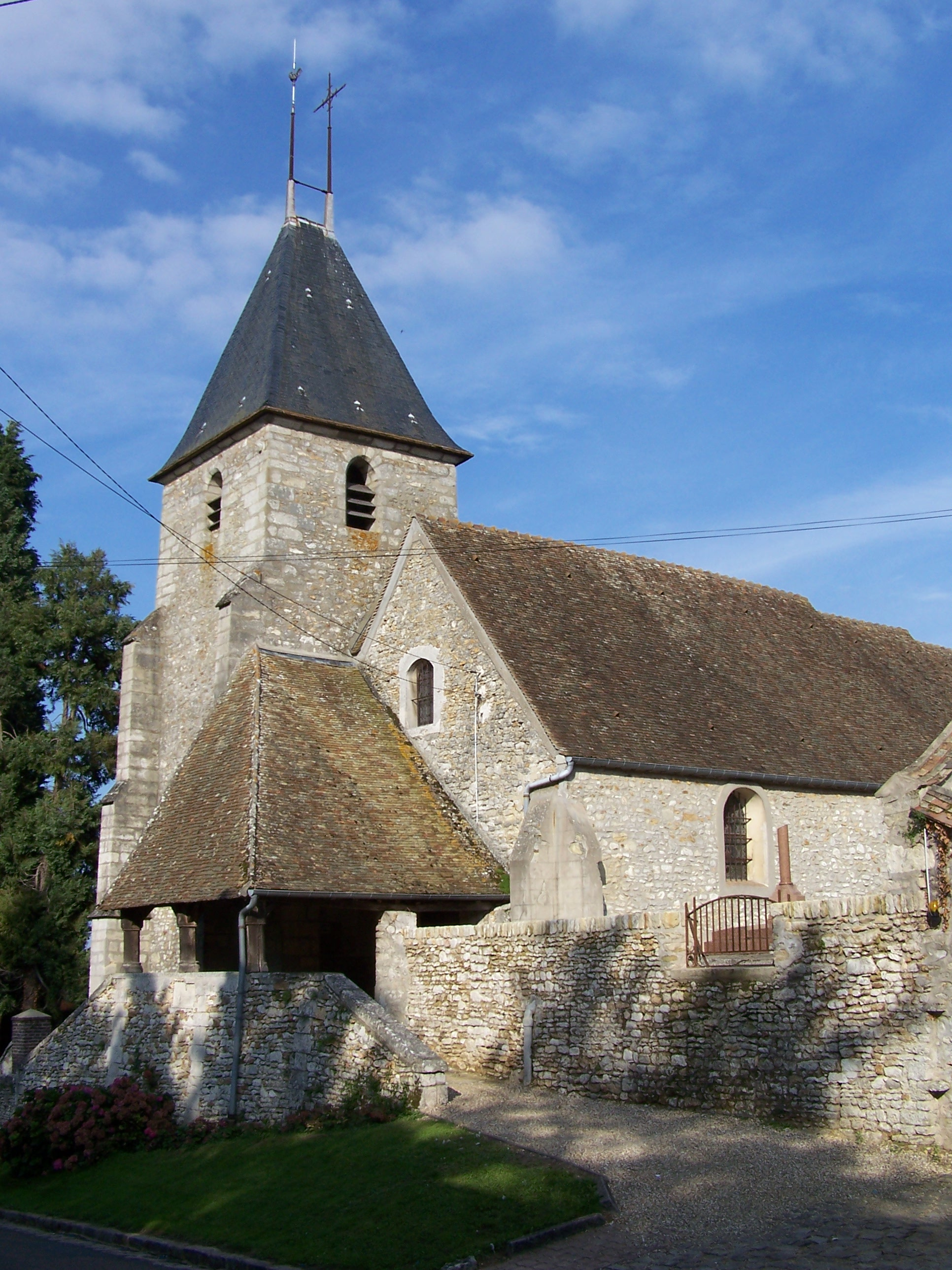
L'église Saint-Germain.

### Lieux et monuments
- Église Saint-Germain.

Église des XIIe, XIIIe et XIVe siècles  ; son portail d'entrée est protégé par un porche en bois recouvert de tuiles datant du XIVe siècle et l'accès à ce porche se fait par deux rampes en pierre. L'église, ainsi que le porche et ses rampes d'accès, est protégée et inscrite aux monuments historiques depuis 1969.

### Personnalités liées à la commune
- Louis Dorizon (1860-1938), ancien directeur puis président de la Société Générale, y avait son manoir.
- Maurice de Grossouvre (1883-1923), directeur de la banque de Salonique et père de François de Grossouvre (1918-1994) y avait une propriété et est enterré avec son épouse et sa famille à Goupillières.
- Maurice Biraud (1922-1982), y a habité. Il a été conseiller municipal.
- Fred Mella (1924-2019), soliste des Compagnons de la chanson, y habitait et y est décédé. Il a été conseiller municipal.
- Suzanne Avon (1924-2018), actrice, épouse de Fred Mella y habitait et y est décédée.
- Claude Mauriac (1914-1996), écrivain, fils de François Mauriac, y posséda une résidence et y écrivit une partie de son journal.